# Chiến dịch tấn công Polesia
Chiến dịch tấn công Polesia là một trận đánh giữa quân đội Liên Xô và quân đội Đức quốc xã diễn ra trong Chiến tranh Xô-Đức thuộc Chiến tranh thế giới thứ hai. Các lực lượng Liên Xô tham gia chiến dịch này là Phương diện quân Byelorussia 2 (thành lập lần thứ nhất ngày 24 tháng 2) gồm 3 tập đoàn quân 47, 61 và 70 (NKVD) và Giang đội Dniepr. Ngày 4 tháng 3, kế hoạch tấn công của Bộ tư lệnh phương diện quân đã được Đại bản doanh (STAVKA) phê chuẩn tại Chỉ lệnh số 4480014. Trong quá trình chiến dịch được phối thuộc Tập đoàn quân 69 từ lực lượng dự bị. Từ ngày 15 tháng 3 đến ngày 5 tháng 4 năm 1944, Phương diện quân đã tổ chức tấn công dọc theo bờ phía Nam đầm lầy Polesia nhằm hướng Kovel - Brest - Lyublin, tiếp cận biên giới Liên Xô-Ba Lan (1940), yểm hộ sườn phải của Phương diện quân Ukraina 1 khi đó đang xúc tiến chuẩn bị chiến dịch tấn công Proskurov–Chernovtsy.
Chiến dịch tấn công Polesia là một phần của Chiến dịch tấn công hữu ngạn Dniepr.

## Tình hình mặt trận
Đến đầu tháng 3 năm 1944, Hồng quân Liên Xô tiếp tục phát động các cuộc tấn công nhằm vào Cụm Tập đoàn Nam của Đức, mở đầu giai đoạn 2 của chiến dịch hữu ngạn Dniepr. Nhằm ngăn chặn Cụm Tập đoàn quân Trung tâm điều quân tiếp ứng cho Cụm Tập đoàn quân Nam, Bộ Tổng tư lệnh tối cao Liên Xô quyết định mở một đòn tấn công nhằm vào hướng Kovel - Brest, nơi tiếp giáp giữa hai Cụm Tập đoàn quân Nam và Trung tâm. Thành công của chiến dịch này sẽ có tác dụng hỗ trợ cho mũi tấn công của Phương diện quân Ukraina 1 tại hướng Rovno - Lutsk. Do Kovel được xem là một mục tiêu độc lập, Bộ Tổng tư lệnh tối cao Liên Xô quyết định xây dựng riêng một Phương diện quân dành cho chiến dịch này và chỉ thị ngày 17 tháng 2 năm 1944 đã đánh dấu sự ra đời của Phương diện quân Byelorussia 2.

## Binh lực và kế hoạch

### Quân đội Liên Xô
- Phương diện quân Byelorussia 2 (tư lệnh: thượng tướng V. Ya. Kurochkin)
  - Tập đoàn quân số 47 (trung tướng V. S. Polenov)
  - Tập đoàn quân số 70 (trung tướng I. F. Nikolayev, đến ngày 28 tháng 3 được thay bằng thiếu tướng A. I. Ryzhov)
  - Tập đoàn quân số 61 (trung tướng P. A. Belov)
  - Tập đoàn quân không quân số 6 (trung tướng không quân F. P. Polynin)

Binh lực tổng cộng: 25 sư đoàn., 181 máy bay
Vào ngày 6 tháng 3, hội đồng quân sự của Phương diện quân Byelorussia 2 trình lên Đại bản doanh kế hoạch của chiến dịch. Tập đoàn quân số 47 là đơn vị thực hiện đòn tấn công chính với 2 mũi vu hồi vào Kovel từ phía Bắc và phía Nam. Tập đoàn quân số 70 sẽ tiến về Kamyensk - Karshika (Kamin-kashyrskyi), cắt đứt tuyến đường sắt Kovel - Brest và ngăn chặn quân Đức đánh tới từ hướng Kobrin, Brest. Nhiệm vụ của Tập đoàn quân số 61 là quét hết quân Đức khỏi bờ Nam của sông Pripyat. Kế hoạch tấn công được phê chuẩn bởi Đại bản doanh vào ngày 7 tháng 3.
Vào nửa đầu tháng 3, để chuẩn bị cho chiến dịch, quân đội Liên Xô đã đánh chiếm và mở rộng một số đầu cầu vượt sông ở bờ Tây của sông Stokhod. Do thời gian chuẩn bị ngắn, bùn đất lầy lội của mùa xuân (raputista) và hệ thống đường sá không tốt, Phương diện quân Byelorussia 2 đã không thể tập trung đủ binh lực cho chiến dịch. Cho đến đầu chiến dịch, chỉ có 13 trong tổng số 25 sư đoàn được triển khai ở mặt trận. Riêng Tập đoàn quân không quân số 6, đến ngày 18 tháng 3 chỉ mới triển khai được 19 máy bay IL-2, 14 Yak-9, 5 Pe-2 và 85 chiếc Po-2.

### Quân đội Đức Quốc xã
- Tập đoàn quân số 2 (trung tướng bộ binh Walter-Otto Weiß) thuộc Cụm Tập đoàn quân Trung tâm
  - Sư đoàn bộ binh số 7
  - Cụm tác chiến "Hashge"
  - Cụm tác chiến "Agricola"
- Một phần của Tập đoàn quân thiết giáp số 4 (thượng tướng Erhard Raus) thuộc Cụm Tập đoàn quân Nam
  - Sư đoàn cảnh vệ 213
  - Sư đoàn thiết giáp SS "Wiking"
  - Cụm tác chiến "Gouf"
- Các sư đoàn Hungary số 1, 9, 12, 19, 23

## Diễn biến
Vào ngày 15 tháng 3, tất cả những lực lượng hiện có của các tập đoàn quân số 47 và 70 đồng loạt khai hỏa, mở màn chiến dịch Polesia. Ngày hôm sau, đến lượt Tập đoàn quân số 61 tham gia tác chiến. Mặc dù gặp nhiều khó khăn do bùn đất lầy lội cũng như địa hình nhiều rừng, tới ngày 18 tháng 3 Tập đoàn quân số 47 đã tiến được 30-40 cây số và bao vây Kovel. Tập đoàn quân số 70 đến ngày 20 tháng 3 đã tiến được 60 cây số. Trước tình hình trận tuyến bị chọc thủng, Cụm Tập đoàn quân Trung tâm vội vã điều 7 sư đoàn bộ binh và 1 sư đoàn thiết giáp tới bịt cửa mở. Vào ngày 28 tháng 3, Tập đoàn quân thiết giáp số 4 cũng được điều phối cho Tập đoàn quân số 2 và ranh giới giữa Cụm Tập đoàn quân Nam với Cụm Tập đoàn quân Trung tâm được dời về phía Nam.
Sau khi được tăng viện, quân Đức bắt đầu mở nhiều cuộc phản kích dữ dội nhằm đẩy lui quân đội Liên Xô và giải thoát cho số quân Đức tại Kovel. Sau 10 ngày chiến đấu quyết liệt và chịu nhiều thiệt hại nặng nề, cuối cùng quân Đức cũng chạy thoát khỏi vòng vây của tập đoàn quân số 47 và 70. Đến ngày 5 tháng 4, tình hình mặt trận đã trở nên ổn định tại tuyến Kovel - Ratno.
Ở cánh phải, sau 10 ngày chiến đấu, Tập đoàn quân số 61 đã tiến sâu được 10 cây số và quét hết quân Đức khỏi khu vực bờ Nam sông Pripyat và phía Đông Stolin.
Cuối chiến dịch, Phương diện quân Byelorussia 2 bị giải thể và binh lực của họ được sáp nhập vào Phương diện quân Byelorussia 1.

## Kết quả và đánh giá
Chiến dịch chỉ giải quyết được mục tiêu tức thời của tình hình chiến cục, giúp Hồng quân tiến tới tuyến Lyubeshiv - Kamyen Kashirskii (Kamen Kashyrskyi) - Kovel. Quân phát xít Đức vẫn chiếm giữ các điểm dân cư quan trọng trong khu vực. Tuy nhiên, chiến dịch này đã trói chân một lượng lớn quân Đức, giúp cho các mũi tiến công ở những khu vực khác được diễn ra thuận lợi, đặc biệt là mũi tấn công của Phương diện quân Ukraina 1 tại Chernovtsy.